# ميخائيل دوناغي
ميخائيل دوناغي (بالإنجليزية: Michael Donaghy)‏ هو شاعر أمريكي، ولد في 24 مايو 1954، وتوفي في 16 سبتمبر 2004.

## وصلات خارجية
- ميخائيل دوناغي على موقع ميوزك برينز (الإنجليزية)
- ميخائيل دوناغي على موقع ميوزك برينز (الإنجليزية)
- ميخائيل دوناغي على موقع ديسكوغز (الإنجليزية)